# 清江駅
清江駅（チョンガンえき）は朝鮮民主主義人民共和国平安北道東林郡にある、朝鮮民主主義人民共和国鉄道省平義線の駅である。1945年7月時点の駅名は東林駅（朝鮮語：동림역）であった。

## 隣の駅
朝鮮民主主義人民共和国鉄道省
平義線
宣川駅 - 清江駅 - 東林駅